# Холуйница
Холуйница — река в России, протекает в Республике Коми по территории района Печора. Левый приток реки Чикшина.

## География
Устье реки находится в 29 км по левому берегу реки Чикшина. Длина реки составляет 62 км. К юго-западу от станции Ронаёль
реку пересекают автомобильная и железная дорога. Автомобильный мост длиной 50,78 м открыт в 2010 году

## Этимология гидронима
Гидроним основан на русском слове холуй — «речной нанос», «речные завалы из упавших стволов деревьев».

## Данные водного реестра
По данным государственного водного реестра России относится к Двинско-Печорскому бассейновому округу, водохозяйственный участок реки — Печора от водомерного поста у посёлка Шердино до впадения реки Уса, речной подбассейн реки — бассейны притоков Печоры до впадения Усы. Речной бассейн реки — Печора.
Код объекта в государственном водном реестре — 03050100212103000064396.